# Fulton County, Illinois
Fulton County är ett administrativt område i delstaten Illinois i USA. År 2010 hade countyt 37 069 invånare. Den administrativa huvudorten (county seat) är Lewistown. 

## Politik
Fulton County har sedan 1980-talet tenderat att rösta på demokraterna i politiska val. Demokraternas kandidat vann countyt i samtliga presidentval mellan valen 1988 och 2012. I valet 2016 vann dock republikanernas kandidat Donald Trump med 53,8 procent av rösterna mot 38,8 för demokraternas kandidat.

## Geografi
Enligt United States Census Bureau har countyt en total area på 2 286 km². 2 242 km² av den arean är land och 44 km² är vatten.

### Angränsande countyn
- Knox County - nord
- Peoria County - nordost
- Tazewell County - öst
- Mason County - syd
- Schuyler County - sydväst
- McDonough County - väst
- Warren County - nordväst